# Adam Pantke
Adam Pantke (* 1. Juni 1676 in Breslau, Fürstentum Breslau; † 28. Februar 1732 in Klein-Kniegnitz) war ein deutscher  evangelisch-lutherischer Pfarrer und Kirchenhistoriker.

## Leben
Adam Pantke besuchte das Maria-Magdalenen-Gymnasium und von 1685 bis 1693 das Elisabethan. Ab 1693 studierte er an der Universität Leipzig, wo er am 30. September 1695 Bachelor wurde. Im nächsten Jahr, 30. Januar 1696, ernannte die Universität Pantke zum Magister. Im gleichen Jahr, am 11. September 1696, wurde er zum Doktor ernannt. Seine Dissertation hieß De nobilitate Vratislaviensium erudita. Nachdem er im Jahr 1697 sein Studium beendet hatte, kehrte er in seine Heimatstadt zurück. An der dortigen Barbarakirche wurde er als Katechet angestellt. Vier Jahre später, 1701, wurde er in Klein-Kniegnitz Pastor. Nachdem ihm dort mehrere Ämter angeboten wurden, die er jedoch abgelehnt hatte, starb er am 28. Februar des Jahres 1732 dort.

## Familie
Adam Pantkes Sohn Adam Bernhard Pantke (*unbek. - † 1774) war in Klein-Kniegnitz als Pastor tätig. Er war mit Johann Christoph Gottsched seit 1727 persönlich bekannt und blieb mit ihm durch Briefwechsel über Jahrzehnte freundschaftlich verbunden. Adam Bernhard Pantke gab neben einigen eigenen Predigten und Gedenkschriften auch die „Lebensbeschreibungen aller Breslauischen Kirchenlehrer“ aus dem Nachlass seines Vaters heraus.

## Werke
- Professores theologiae gymnasiorum Vratislaviensium (1713 bis 1715)
- Schediasma de Silesia, benevola virorum insignium in Marchia Brandenburgensi natorum nutrice et fautrice (Bregae 1714)
- Die Pröpste zu St. Bernhardin (Brieg 1714)
- Die Ecclesiasten zu St. Elisabeth (Brieg 1715)
- Die Pastoren zu St. Elisabeth (1730)
- Die Pastoren zu St. Maria Magdalena (1730)
- Lebensbeschreibungen aller Breßlauischen Kirchenlehrer etc. (Breslau 1756; nach Adam Pantkes Tod von seinem Sohn herausgegeben)